# Hypoatherina harringtonensis
Hypoatherina harringtonensis és una espècie de peix pertanyent a la família dels aterínids.

## Descripció
- Pot arribar a fer 10 cm de llargària màxima (normalment, en fa 6).
- 12-13 espines i 8-10 radis tous a l'aleta dorsal i 11-12 radis tous a l'anal.
- Cap més aviat estret, no més ample que el cos.[6][7][8][9]

## Alimentació
Menja zooplàncton.

## Depredadors
És depredat per Tarpon atlanticus i la barracuda (Sphyraena barracuda).

## Hàbitat
És un peix marí, associat als esculls de corall i de clima subtropical.

## Distribució geogràfica
Es troba a l'Atlàntic occidental (des de Bermuda, el sud de Florida i Yucatán -Mèxic- fins al nord de Sud-amèrica), les Antilles, l'oest del mar Carib i el Pacífic sud-oriental (Tumaco, Colòmbia).

## Observacions
És inofensiu per als humans.